# Copaxa koenigi
Copaxa koenigi är en fjärilsart som beskrevs av Lemaire 1974. Copaxa koenigi ingår i släktet Copaxa och familjen påfågelsspinnare. Inga underarter finns listade i Catalogue of Life.